# Fimbristylis tortifolia
Fimbristylis tortifolia är en halvgräsart som beskrevs av Ethirajalu Govindarajalu. Fimbristylis tortifolia ingår i släktet Fimbristylis och familjen halvgräs. Inga underarter finns listade i Catalogue of Life.